# Église Saint-Cybard de Périgny
L'église Saint-Cybard est une église située à Périgny, dans le département français de la Charente-Maritime en région Nouvelle-Aquitaine.

## Historique
L'église est inscrite au titre des monuments historiques par arrêté du 27 février 1925.

## Galerie

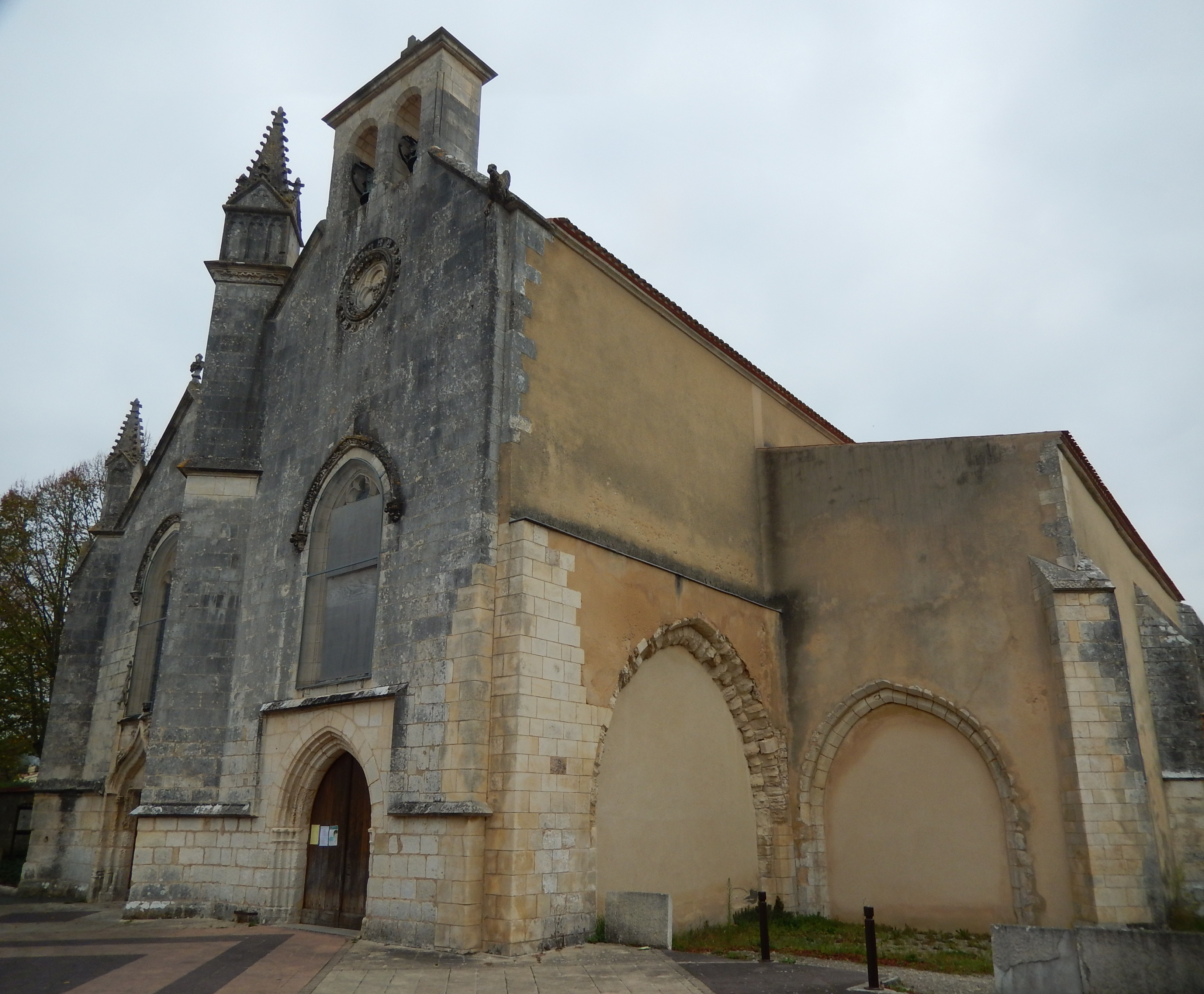
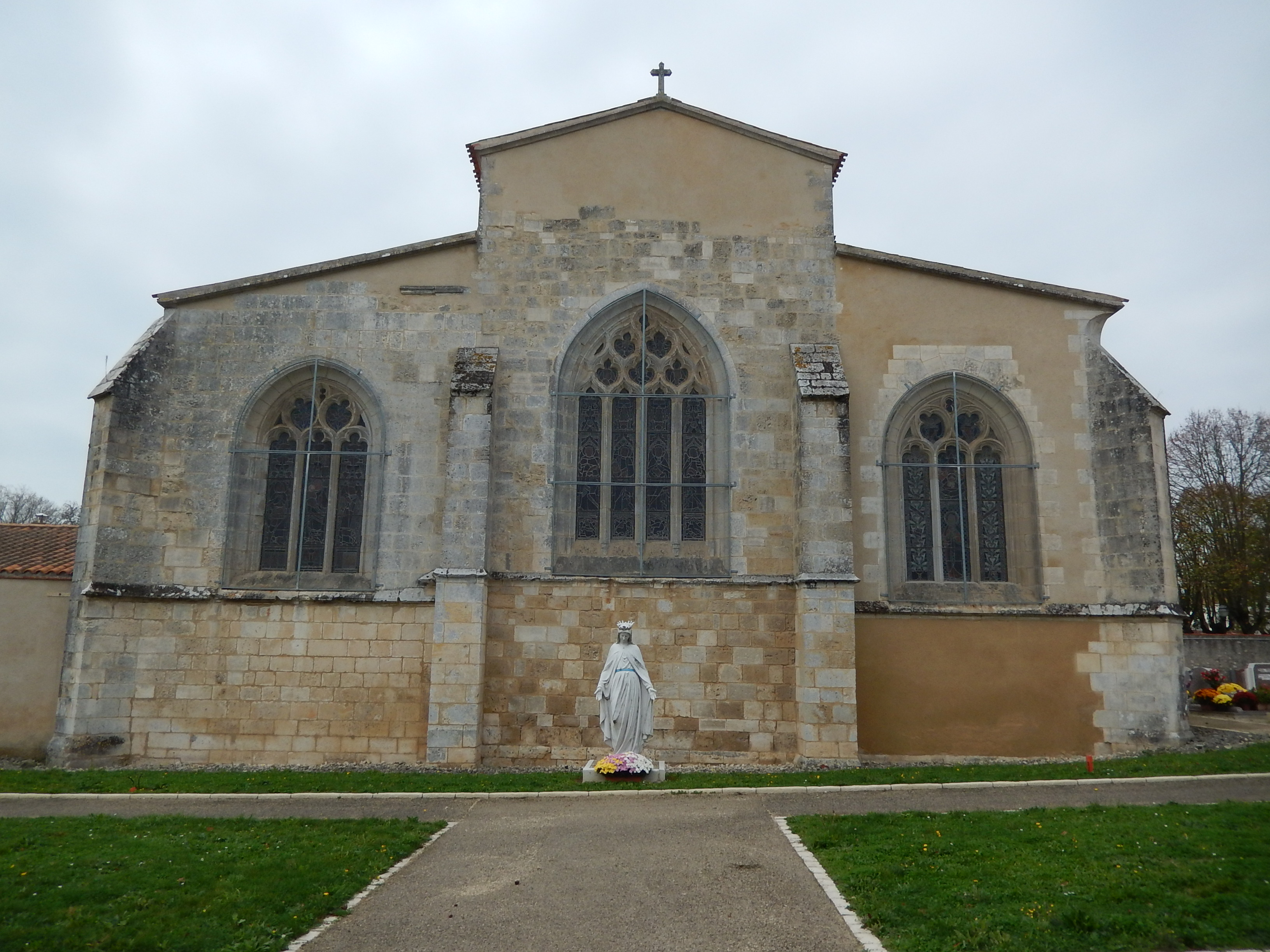